# Kanban
Kanban (看板?), cuyo significado es letrero o tarjeta en japonés, es un sistema de información que controla de modo armónico la fabricación de los productos necesarios en la cantidad y tiempo necesarios en cada uno de los procesos que tienen lugar tanto en el interior de la fábrica, como entre distintas empresas. 
También se denomina “sistema de tarjetas”. Pues en su implementación más sencilla utiliza tarjetas que se pegan en los contenedores de materiales y que se despegan cuando estos contenedores son utilizados, para asegurar la reposición de dichos materiales. Las tarjetas actúan como testigo del proceso de producción. Otras implementaciones más sofisticadas utilizan la misma filosofía, sustituyendo las tarjetas por otros métodos de visualización del flujo. 
El Kanban se considera un subsistema de método justo a tiempo (JIT).

## Funcionamiento Kanban
Cuando un cliente retira productos de su lugar de almacenamiento, el kanban, o la señal, viaja hasta el principio de la línea de fabricación o de montaje, para que se produzca un nuevo producto. Se dice entonces que la producción está guiada por la demanda y que el kanban es la señal que el cliente indica para que un nuevo producto deba ser fabricado o montado para rellenar el punto de stock.
Funcionando sobre el principio de los flujos "pull" (el cliente "apela" o "pide" el producto), el primer paso es definir la cantidad ideal de productos que hay que entregar: ni tan grande que haga difícil llegar a producir y almacenar esa cantidad, ni tan pequeño que permita una reducción excesiva de las existencias.

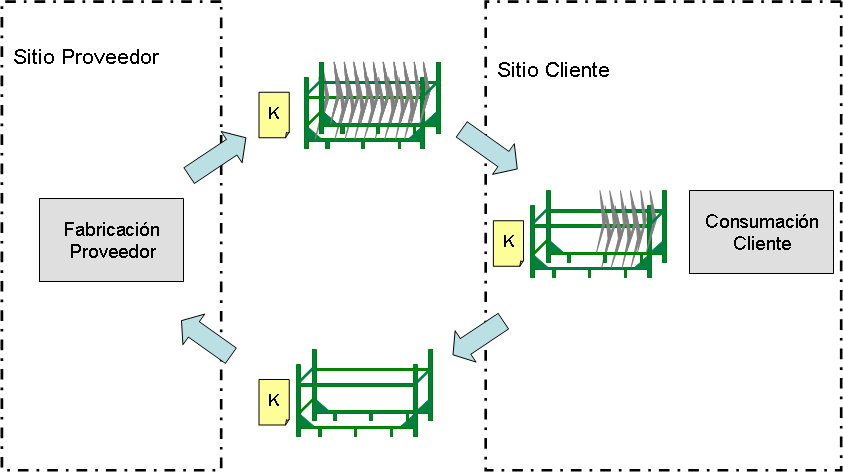
Atamos una etiqueta Kanban a esta cantidad (una caja de piezas, por ejemplo).
Cuando el "cliente" consume esta caja, la etiqueta Kanban es reenviada al "proveedor" y así actúa como un orden de pedido para éste. Durante este tiempo, el "cliente" va a consumir otra caja que fue suministrada de la misma manera, y esto, en ciclos. Esto permite un ajuste de los stocks.

Kanban es un sistema basado en señales. Como su nombre sugiere, Kanban históricamente usa tarjetas para señalar la necesidad de un artículo. Sin embargo, otros dispositivos como marcadores plásticos, pelotas, o un carro vacío de transporte también pueden ser usados para provocar el movimiento, la producción, o el suministro de una unidad en una fábrica.
El sistema Kanban fue inventado debido a la necesidad de mantener el nivel de mejoras por Toyota. Kanban se hizo un instrumento eficaz para apoyar al sistema de producción en total. Además, demostró ser una forma excelente para promover mejoras, porque al restringir el número de Kanban en circulación se destacan las áreas con problemas.

## Tipos de tarjetas Kanban
Utiliza tres tipos de tarjetas:

### Tarjetas de transporte
Transmiten de una estación a la predecesora las necesidades de material de la estación sucesora. La información que contienen es la siguiente:
- Ítem transportado
- Número de piezas por contenedor
- Número de orden de la tarjeta
- Número de órdenes por pedido

### Tarjetas de fabricación
Se desplazan dentro de la misma estación, como órdenes de fabricación para la misma. La información que contienen es la siguiente:
- Centro de trabajo
- Ítem a fabricar
- Número de piezas por contenedor
- Punto de almacenamiento de salida
- Identificación y punto de recogida de los componentes necesarios

### Kanban de proveedores
Es una clase adicional de tarjetas que relacionan el centro de recepción de materia prima con el centro de fabricación.

### Otros tipos de Kanban
También se utilizan los siguientes tipos de tarjetas Kanban:
- Kanban urgente. Se emite en caso de escasez de una pieza o elemento. Aunque tanto el Kanban de transporte como el Kanban de fabricación se orientan a resolver este tipo de problemas, en situaciones extraordinarias se emite el Kanban urgente, que debe recogerse inmediatamente después de su uso.
- Kanban de emergencia. Se emitirá de modo temporal un Kanban de emergencia cuando se requieran materiales o elementos para hacer frente a unidades defectuosas, averías de la maquinaria, trabajos extraordinarios o esfuerzos especiales en operaciones de fin de semana.
- Kanban orden de trabajo. En tanto que los Kanban hasta ahora mencionados resultan de aplicación a una línea de fabricación repetitiva de productos, un Kanban orden de trabajo se dispone para una línea de fabricación específica y se emite con ocasión de cada orden de trabajo.
- Kanban único. Cuando dos o más procesos están tan estrechamente vinculados con cada uno de los demás, que pueden verse como un proceso único, no se requiere intercambiar Kanban entre tales procesos adyacentes, sino que se utiliza una ficha Kanban común para los varios procesos. Dicho Kanban se denomina Kanban único y es semejante al “billete único” válido para dos ferrocarriles adyacentes.
- Kanban común. Un Kanban de movimiento (transporte) puede utilizarse también como Kanban de producción cuando la distancia entre dos procesos es muy corta y ambos tienen el mismo supervisor.
- Carretilla utilizada como Kanban. El Kanban resulta frecuentemente muy efectivo si se utiliza en combinación con una carretilla, contenedor, o camión. La carretilla suele desempeñar el papel de Kanban. De tal manera el personal encargado de colocar componentes en las carretillas llevará el carro vacío hasta el proceso anterior, es decir, al proceso de montaje o generación de los mismos y recogerá allí tales insumos o elementos, cambiándolo por el vacío, otro carro lleno con los insumos o elementos necesarios. Aunque, siguiendo la regla general, las piezas deberían llevar adherido un Kanban, en este caso el número de carretillas tiene el mismo significado que el número de Kanban.
- Etiqueta. Para transportar las piezas a la línea de montaje se utiliza con frecuencia una cadena de transporte que lleva las piezas colgadas en suspensores. A cada uno de éstos, a intervalos regulares, se adhiere una etiqueta que especifica qué piezas, en qué cantidad y dónde deben suspenderse de la cadena. En este caso, la etiqueta se utiliza como un tipo de Kanban.